# Call of Juarez: Więzy krwi
Call of Juarez: Więzy krwi – gra komputerowa z gatunku first-person shooter osadzona w realiach Dzikiego Zachodu, wyprodukowana przez Techland i wydana w 2009 przez Ubisoft. Jest prequelem gry Call of Juarez. W grze można wcielić się w jednego z braci McCall: starszego, silniejszego Raya lub młodszego i sprawniejszego Thomasa.

## Postacie
- Ray McCall – syn plantatora z Georgii. Utrzymuje dobre stosunki z ojcem. Został zdegradowany w trakcie wojny secesyjnej ze stopnia oficerskiego do sierżanta za nieposłuszeństwo poleceń. Jest bratem Thomasa i Williama McCall'ów.
- Thomas McCall – brat Raya. Utrzymuje dobre stosunki z matką. Podczas wojny był oficerem Armii Konfederacji. Dezerteruje razem z bratem Rayem aby ocalić rodzimą farmę przed generałem Shermanem.
- William McCall – najmłodszy z braci. W dzieciństwie chorował na bardzo groźną chorobę i groziła mu śmierć. Miał dobre stosunki z matką i Thomasem, poświęcił życie Bogu. Niestety, gdy wybuchła wojna, porzucił seminarium i pozostał przy matce.
- Marisa – piękna kobieta, należąca do Juana Mendozy. Bracia spotykają w kantynie w Meksyku.
- Pułkownik Barnsby – dowódca pułku Armii Południa. Stracił całą rodzinę w Atlancie, ponieważ bracia McCall odmówili wykonania rozkazu. Po wojnie zgromadził niezadowolonych żołnierzy Południa. Marzy o odbudowie Skonfederowanych Stanów za pomocą złota Azteków. Ściga dezerterów konfederackich.
- Devlin – bogaty Irlandczyk, jeden z konkurentów Juana. Poszukuje złota za pomocą wysadzania w powietrze kopalń.
- Sierżant O'Donnell – podoficer, najbliższy współpracownik pułkownika Barnsbiego.
- Juan "Juarez" Mendoza – meksykanin, mieszkający w forcie niedaleko Juarez. Jego głównym celem jest odszukanie skarbu azteckiego zakopanego niedaleko miasta.
- Rwąca Rzeka – wielki wódz Apaczów.
- Widzący Dalej – syn Rwącej Rzeki. Posiadał język swojej matki, który potrafił rozmawiać z białymi. Został wysłany przez wodza aby znaleźć handlarza broni, który by kupił strzelby za medalion.